# Модель культурных различий
Модель культурных различий — model of cultural differences. — теория американского философа в области менеджмента Ч. Хампден-Тернера и голландского консультанта в области межкультурной коммуникации Ф. Тромпенаарса (Charles Hampden-Turner & Fons Trompenaars, 1997), предлагающая параметры культурных различий: 1) универсализм vs. партикуляризм (universalism vs. particularism) — что более важно: законы, правила или личные связи; 2) индивидуализм vs. коллективизм (individualism vs. collectivism) — функционируем мы в группе или индивидуально; 3) нейтральность vs. эмоциональность (neutral vs. emotional) — проявляем ли мы свои эмоции или прячем их; 4) диффузность vs. конкретность (diffuse vs. specific) — как разделяем мы свою личную жизнь и жизнь в рабочем коллективе; 5) достижения vs. социальное происхождение (achievement vs. ascription) — приобретаем мы свой статус благодаря своим достижениям, или он дается нам уже готовым благодаря возрасту, гендеру, богатству или от рождения; 6) последовательность vs. одновременность (sequential vs. synchronic) — делаем мы дела последовательно одно за другим или несколько дел одновременно; 7) внутренний vs. внешний контроль (internal vs. external control) — считаем ли мы, что имеем контроль над обстоятельствами или обстоятельства управляют нами. Данная модель находит широкое применение в управлении бизнесом, охватывающим разные культуры.

## Пять моделей структуризации культуры
Когда речь идёт о структуре культуры, то имеется ввиду, что устойчивые элементы культурной системы (нормы, образцы, институты, группы, статусы и т. п.) находятся в определённом соотношении между собой, обеспечивая стабильность социокультурной системы, её воспроизводство, возможность трансляции культурного опыта.
Структура культуры и социальная структура не совпадают во всём, но, безусловно, коррелируют между собой. Современные исследователи фиксируют тенденции возрастания воздействия культуры на все сферы социальной жизни, на социальную стратификацию. Именно в культуре ищут и находят наиболее эффективные инструменты для объяснения социальных процессов.
1. Модель первая: «колесо».
Критерием являются сферы общественной жизни. К ней относится политическая, экономическая, правовая, религиозная, научная, техническая, художественная культура. Иногда можно обнаружить в этом перечне нравственную культуру и культуру межэтнических отношений. Представляется, что нравственная культура в её ценностном, аксиологическом срезе пронизывает все элементы общественной жизни.
2. Модель вторая.
Критерием построения модели стало понятие ценности. В системе ценностей иерархически выделяется устойчивое ценностно-смысловое ядро и изменчивая периферия. Имеется ввиду, что иерархия- приоритетный порядок, который определяет своеобразие мироощущения, мировосприятия и мировоззрения, самобытность образа жизни, жизненных практик и повседневных идеологий носителя конкретного менталитета.
3. Модель третья, Т. Парсонса.
Основным интересом Т. Парсонса выступает система в целом, а критерием является функция, которую выполняет элемент этой системы.
В качестве объекта Парсонс рассматривает общество, которое он определяет как относительно самодостаточное сообщество, члены которого способны удовлетворять все индивидуальные и коллективные потребности и всецело существовать в его рамках. В качестве базовых единиц системы выделены четыре структурные категории:
1. Статусно-ролевой комплекс. Функция роли в социальной системе первична: способность выполнять значимые ролевые действия является наиболее общим адаптивным ресурсом любого общества, хотя он и должен быть скоординирован с культурными, органическими и физическими ресурсами;
2. Нормы и ценности. Ценности-в смысле образца- главный связующий элемент социальной и культурной систем. Нормы, в отличие от этого, носят преимущественно социальный характер, они имеют регулятивное значение для социальных процессов и отношений. В более развитых обществах структурным фондом норм выступает правовая система. Ценности первичны при поддержании образца функционирования социальной системы. Нормы преимущественно осуществляют функцию интеграции, они регулируют процессы, которые содействуют выполнению ценностных обязательств;
3. Коллективные образования: именно в коллективе в качестве его членов индивиды реализуют социально значимые функции.
Далее Парсонс выделил в обществе четыре структуры, или подсистемы, выполняющие определённые функции.
1. Экономика- подсистема, выполняющая в обществе функцию адаптации к внешней среде через труд, производство и распределение. Таким образом, экономика приспосабливает внешнюю среду к общественным потребностям и помогает обществу адаптироваться к внешним реалиям.
2. Политика (или политическая система) выполняет функцию достижения цели преследования общественных целей и мобилизации для этого агентов и ресурсов.
3. Система попечения выполняет латентную (скрытую) функцию, передавая подопечным культурные образцы, нормы, ценности.
4. Социетальное сообщество (например, закон) выполняет функцию интеграции, координирую различные элементы общества. Люди, входящие в это сообщество, должны иметь отличительный статус членства и адекватный уровень интеграции, или солидарности.
4. Модель четвёртая, типологически-стратификационая.
Критерием этой модели является социальная стратификация, которая имеет в качестве базовой причины общественное разделение труды, а в качестве следствия- дифференцированные формы или типы культуры.
Социальную стратификацию можно рассматривать как в вертикальном срезе ( тогда общество «разводится на массу», элиту, и промежуточные слои), так и в горизонтальном срезе ( такой фокус высвечивает множество под- и субкультур).

## Восемь шкал, отображающих мировые культуры
Каждая из восьми шкал этой модели описывает одну из ключевых областей, о которых должны знать менеджеры, и служит для демонстрации расположения культур вдоль спектра- от одной крайней точки до другой. Восемь шкал:
- Коммуникация: низкий контекст или высокий контекст.
- Критика: прямая критика или непрямая критика.
- Убеждение: вначале принципы или вначале практика.
- Лидерство: эгалитарное или иерархическое.
- Принятие решения: на основе консенсуса или сверху вниз.
- Доверие: на основе решаемых задач или на основе отношений.
- Несогласие: конфронтация или избегание конфронтации.
- Планирование времени: линейное время или гибкое время.

Анализируя позицию одной культуры по отношению к другой на соответствующей шкале можно понять, как культура влияет на международный бизнес.